# André Hoffmann (voetballer)
André Hoffmann (Essen, 28 februari 1993) is een Duits voetballer die doorgaans als defensieve middenvelder speelt. Hij verruilde Hannover 96 in juli 2017 voor Fortuna Düsseldorf, dat hem in het voorgaande halfjaar al huurde.

## Clubcarrière
Hoffmann werd in 2002 opgenomen in de jeugdopleiding van MSV Duisburg. Hier won hij in de Fritz Walter Medaille in de leeftijdscategorie Onder 17 jaar. In 2011 werd hij bij het eerste elftal gehaald. Hoffmann speelde in twee seizoenen 37 wedstrijden in de hoofdmacht van MSV Duisburg.
Hoffman tekende op 3 januari 2013 een contract voor 3,5 jaar bij Hannover 96, dat Duisburg een bedrag van €800.000 voor hem betaalde. Hij debuteerde voor Hannover tegen Schalke 04. Op 20 april 2013 maakte hij zijn eerste doelpunt voor de club, tegen Bayern München.

## Interlandcarrière
Hoffmann kwam uit voor diverse Duitse nationale jeugdelftallen. Hij debuteerde in 2013 in Duitsland -21.
1 Kwasigroch ·
3 Hoffmann ·
5 Heyer ·
6 Haag ·
7 Pejčinović ·
8 Jóhannesson ·
9 Vermeij ·
10 van Brederode ·
11 Kwarteng ·
12 Lunddal ·
15 Oberdorf ·
18  Niemiec ·
19 Iyoha ·
20  Siebert ·
21 Rossmann ·
22 Schmidt ·!
23 Appelkamp ·
24 Kownacki ·
25 Zimmermann ·
26 Schock ·
27 Jastrzembski ·
31 Sobottka ·
33 Kastenmeier ·
34 Gavory ·
35 Bunk ·
37 Savić ·
45 Affo ·
Coach: Thioune